# Escuela Superior Politécnica del Litoral
La Escuela Superior Politécnica del Litoral (ESPOL) es una institución pública de educación superior, ubicada en Guayaquil, Ecuador. La ESPOL ha cosechado un gran prestigio en su país demostrando notables esfuerzos en sus ramas de investigación y una constante excelencia académica. 
En septiembre de 2012, la ESPOL es integrada a La Red Ecuatoriana de Universidades y Escuelas Politécnicas para Investigación y Posgrados - REDU, que trabajan en conjunto con las demás Universidades Categoría "A" del Ecuador para fomentar el trabajo investigativo de excelencia y posgrados. La ESPOL ocupa el tercer lugar en puntajes de sus egresados para aspirantes en una beca en las Universidades del Ecuador. 
El Ranking Quacquarelli Symonds (QS), califica a la ESPOL entre las Mejores Universidades de América Latina. Webometrics en febrero de 2013 (Primera Edición) y en julio de 2013 (Segunda Edición), ubica a la ESPOL en el Primer Lugar del Ranking de Universidades Ecuatorianas. En la publicación de febrero de 2014, se ratifica la ESPOL liderando con el Primer Lugar en dicho Ranking.

## Historia
La Escuela Superior Politécnica del Litoral (ESPOL) fue creada el 29 de octubre de 1958 en la ciudad de Guayaquil, Ecuador, mediante el Decreto Ejecutivo No. 1664, firmado por el presidente de la República, Dr. Camilo Ponce Enríquez, y publicado en el Registro Oficial el 11 de noviembre del mismo año. Su establecimiento respondió a la necesidad de formación en áreas científico-técnicas en la Región Litoral.
El 25 de mayo de 1959 comenzaron las clases con aproximadamente 50 estudiantes, en dos aulas de la llamada Casona Universitaria de la Universidad de Guayaquil. El primer rector fue el Ing. Walter Camacho Navarro. Las carreras iniciales incluyeron Ingeniería Mecánica, Ingeniería Eléctrica, Ingeniería Naval y Ciencias del Mar.
En 1995 se inició el traslado progresivo al campus Gustavo Galindo Velasco, ubicado en el kilómetro 30.5 de la vía Perimetral, donde actualmente se encuentran sus principales unidades académicas y administrativas.
En 2012, el Consejo de Evaluación, Acreditación y Aseguramiento de la Calidad de la Educación Superior (CEAACES) la ubicó en la categoría "A" del sistema universitario ecuatoriano. Algunos de sus programas de ingeniería han recibido acreditaciones internacionales, como la otorgada por ABET.
La ESPOL es una institución de educación superior pública y autónoma, con personalidad jurídica de derecho público y sin fines de lucro. Tiene atribuciones para regular sus actividades académicas, científicas, técnicas, administrativas y financieras, de acuerdo con la legislación ecuatoriana vigente.

## Administración
El Gobierno Estudiantil de la Escuela Superior Politécnica del Litoral está conformado por las autoridades de la institución, así también como por los profesores y el cuerpo estudiantil, además de empleados y trabajadores. Esto de acuerdo con la Ley y el Estatuto de la universidad.
A nivel institucional el gobierno estudiantil está conformado por las autoridades representadas en el Rector, Vicerrector General y Vicerrector de Bienestar y Asuntos Estudiantiles. Actualmente la institución está siendo administrada por la rectora Cecilia Paredes Verduga, Ph.D, contando con el vicerrector de Investigación, Desarrollo e Innovación (I+D+i) Carlos Monsalve, Ph.D, y la vicerrectora de docencia Paola Romero Ph.D. Además de las autoridades, están los titulares de los Vicerrectorados que fuesen creados por el Consejo Politécnico.

## Campus y Extensiones

### Prosperina
El Campus "Gustavo Galindo", conocido también como Campus "Prosperina", está ubicado en el km 30.5 de la Vía Perimetral, es el asiento de la Administración Central y de la mayoría de las carreras de pregrado que oferta la ESPOL. Este campus fue inaugurado en 1991, y es el resultado de un Plan de Desarrollo que han apoyado todos los gobiernos desde 1979 y que se financió mediante un préstamo del B.I.D. 
Abarca 690 hectáreas, de las cuales 40 están urbanizadas, 40 se utilizarán para expansión futura y 600 han sido declaradas bosque protector que la ESPOL reforestará como una muestra de su preocupación por la naturaleza. Este Campus posee una infraestructura moderna y funcional que permite que los Departamentos de Ciencias, las Facultades y los Programas Tecnológicos puedan cumplir las tareas básicas de docencia, investigación y prestación de servicios, y que los alumnos reciban una formación integral en la que se incluye la práctica del deporte.

### Oferta Académica Actual
FCNM
- Ingeniería en Estadística
- Ingeniería en Logística y Transporte
- Ingeniería Química
- Licenciatura en Matemática

FCSH
- Economía
- Licenciatura en Administración de Empresas
- Licenciatura en Auditoría y Gestión de Control
- Licenciatura en Arqueología
- Licenciatura en Turismo

FICT
- Ingeniería en Petróleos
- Ingeniería en Minas
- Ingeniería en Geología
- Ingeniería Civil

FIMCM
- Ingeniería en Acuicultura
- Ingeniería Naval
- Ingeniería en Oceanografía

FIMCP
- Ingeniería Mecánica
- Ingeniería en Alimentos
- Ingeniería Industrial
- Ingeniería en Materiales
- Ingeniería en Mecatrónica

FIEC
- Ingeniería en Electricidad
- Ingeniería en Electrónica y Automatización
- Ingeniería en Telecomunicaciones
- Ingeniería en Telemática
- Ingeniería en Computación

FADCOM
- Licenciatura en Diseño Gráfico
- Licenciatura en Producción para Medios de Comunicación
- Licenciatura en Diseño de Productos

FCV
- Ingeniería Agrícola y Biológica
- Biología
- Licenciatura en Nutrición y Dietética

### Las Peñas
El Campus "Las Peñas", tiene una vida académica amplia y diversificada en permanente contacto con la sociedad, está ubicado al pie del barrio más antiguo de Guayaquil, en el centro de la ciudad. Abarca 2,5 hectáreas y es el asiento de la Escuela de Postgrado (ESPAE).

### Daule
El Campus "Daule", está ubicado a 46 km al norte de Guayaquil, trabaja específicamente en el campo de la agricultura, formando bachilleres y tecnólogos, en estrecha conexión con el sector productivo, especialmente el arrocero.

### Samborondón
El Campus "Samborondón", está ubicado en la entrada del cantón del mismo nombre, oferta las carreras de Secretariado Ejecutivo y Programación de Sistemas.

### Santa Elena
El Campus "Santa Elena", está ubicado en la cabecera del cantón del mismo nombre, oferta carreras vinculadas a las Tecnologías Pesquera y Computacional.

### Manglaralto
La Fundación CENAIM-ESPOL, tiene su sede principal de investigación en San Pedro de Manglaralto, en la ruta de Spondylus de la Península de Santa Elena. Cuenta con más de 20 laboratorios y una biblioteca ubicados en un área de 15.000 m². En él labora un equipo de investigación formado por 5 profesionales con grado de Doctorado, 9 con grado de Maestría y 8 Tecnólogos, apoyados por un conjunto humano que comprende el Grupo de Operaciones. Además dispone de una Estación Experimental de 250.000 m².

## Facultades y Escuelas

### Facultad de Ciencias Naturales y Matemáticas
La Facultad de Ciencias Naturales y Matemáticas (FCNM), de reciente creación, está conformada por los Departamentos de: Ciencias Matemáticas, Ciencias Físicas, y Ciencias Químicas y Ambientales.

#### Departamento de Ciencias Matemáticas
El Departamento de Ciencias Matemáticas (DCM), antes Instituto de Ciencias Matemáticas (ICM), oferta 1 carrera a nivel de Licenciatura, 2 carreras a nivel de Ingeniería y 2 carreras a nivel de Maestría.
| A nivel de Licenciatura                                                  |
| Licenciatura en Matemáticas                                              |
| A nivel de Ingeniería                                                    |
| Ingeniería en Estadística                                                |
| Ingeniería en Logística y Transporte                                     |
| A nivel de Maestría                                                      |
| Maestría en Estadística Mención en Gestión de la Calidad y Productividad |
| Maestría en Logística y Transporte Mención en Modelos de Optimización    |

#### Departamento de Ciencias Físicas
El Departamento de Ciencias Físicas (DCF), antes Instituto de Ciencias Físicas (ICF), oferta 2 carreras a nivel de Maestría.
| A nivel de Maestría                                     |
| Maestría en Educación Mención en Enseñanza de la Física |
| Maestría en Física Médica                               |

#### Departamento de Ciencias Químicas y Ambientales
El Departamento de Ciencias Químicas y Ambientales (DCQA), antes Instituto de Ciencias Químicas y Ambientales (ICQA), oferta 1 carrera a nivel de Ingeniería y 2 carreras a nivel de Maestría.
| A nivel de Ingeniería                                     |
| Ingeniería Química                                        |
| A nivel de Maestría                                       |
| Maestría en Ciencias Ambientales                          |
| Maestría en Manejo Integral de Laboratorios de Desarrollo |

### Facultad de Ciencias de la Vida
La Facultad de Ciencias de la Vida (FCV), creada el 22 de julio de 2015, es una de las facultades más jóvenes de la ESPOL y oferta 1 carrera a nivel de Licenciatura, 2 carreras a nivel de Ingeniería, 3 carreras a nivel de Maestría y 1 carrera a nivel de Doctorado.
En total, ofrece 7 títulos académicos en carreras relacionadas al estudio de la Nutrición, Biología y Agricultura:
| A nivel de Licenciatura                                                                                                  |
| Licenciatura en Nutrición                                                                                                |
| A nivel de Ingeniería |
| Biología |
| Ingeniería Agrícola y Biológica                                                                                          |
| A nivel de Maestría |
| Maestría en Biociencias Aplicadas Mención en Biodescubrimiento                                                           |
| Maestría en Ciencias en Biotecnología Agrícola                                                                           |
| Maestría Internacional en Desarrollo Rural                                                                               |
| A nivel de Doctorado |
| Doctorado en Biociencias Aplicadas Menciones en Biodescubrimiento, Biotecnología, Bioseguridad Alimentaria y Acuicultura |

### Facultad de Ciencias Sociales y Humanísticas
Conocida por su acrónimo FCSH. En sus inicios fue el Instituto de Ciencias Humanísticas y Económicas (ICHE) y luego Facultad de Economía y Negocios (FEN). Actualmente oferta 4 carreras a nivel de Licenciatura, 2 carreras a nivel de Ingeniería (Una de ellas se encuentran en evacuación) y 3 carreras a nivel de Maestría.
En total, ofrece 9 títulos académicos en carreras relacionadas al estudio de la Economía, Ciencias empresariales y Antropología:
| A nivel de Licenciatura                                           |
| Licenciatura en Administración de Empresas                        |
| Licenciatura en Auditoría y Control de Gestión                    |
| Licenciatura en Arqueología                                       |
| Licenciatura en Turismo                                           |
| A nivel de Ingeniería                                             |
| Economía                                                          |
| Ingeniería en Negocios Internacionales (en proceso de evacuación) |
| A nivel de Maestría                                               |
| Maestría en Economía y Dirección de Empresas                      |
| Maestría en Finanzas                                              |
| Maestría en Gestión del Talento Humano                            |

### Facultad de Ingeniería en Ciencias de la Tierra
Conocida por su acrónimo FICT (comúnmente pronunciada ficete). Esta facultad oferta 4 carreras a nivel de Ingeniería y 2 carreras a nivel de Maestría.
En total, ofrece 6 títulos académicos en carreras relacionadas al estudio de la Geología y Ciencias de la Tierra:
| A nivel de Ingeniería                                             |
| Ingeniería Civil                                                  |
| Ingeniería en Geología                                            |
| Ingeniería de Minas                                               |
| Ingeniería de Petróleo                                            |
| A nivel de Maestría                                               |
| Maestría en Arqueología del Neotrópico                            |
| Maestría en Minas Mención en Mineralurgia y Metalurgia Extractiva |

### Facultad de Ingeniería en Electricidad y Computación
Conocida por su acrónimo FIEC. A esta facultad pertenece el Programa de Tecnología en Computación (PROTCOM). Oferta 5 carreras a nivel de Ingeniería, 6 carreras a nivel de Maestría y 1 carrera a nivel de Doctorado.
En total, ofrece 13 títulos académicos en carreras relacionadas al estudio de la Electricidad y Ciencias computacionales:
| A nivel de Ingeniería                           |
| Ingeniería en Electricidad                      |
| Ingeniería en Computación                       |
| Ingeniería en Electrónica y Automatización      |
| Ingeniería en Telecomunicaciones                |
| Ingeniería en Telemática                        |
| A nivel de Maestría                             |
| Maestría en Automatización y Control Industrial |
| Maestría en Ciencias de la Computación          |
| Maestría en Seguridad Informática Aplicada      |
| Maestría en Sistemas Eléctricos de Potencia     |
| Maestría en Sistemas de Información Gerencial   |
| Maestría en Telecomunicaciones                  |
| A nivel de Doctorado                            |
| Doctorado en Ciencias Computacionales Aplicadas |

### Facultad de Ingeniería en Mecánica y Ciencias de la Producción
Conocida por su acrónimo FIMCP  (comúnmente pronunciada fimcepe). Esta facultad es una de las instituciones más antiguas de la universidad. Oferta 5 carreras a nivel de Ingeniería, 1 carrera a nivel de Diplomado y 6 carreras a nivel de Maestría.
En total, ofrece 12 títulos académicos en carreras relacionadas al estudio de la Mecánica y Producción industrial:
| A nivel de Ingeniería                                   |
| Ingeniería en Alimentos                                 |
| Ingeniería en Materiales                                |
| Ingeniería Mecánica                                     |
| Ingeniería Mecatrónica                                  |
| Ingeniería y Administración de la Producción Industrial |
| A nivel de Diplomado                                    |
| Diplomado en Procesamiento de Plástico                  |
| A nivel de Maestría                                     |
| Maestría en Eco-eficiencia Industrial                   |
| Maestría en Ciencias de los Alimentos                   |
| Maestría en Ciencias e Ingeniería de los Materiales     |
| Maestría en Ciencias en Ingeniería Mecánica             |
| Maestría en Gerencia en Seguridad y Salud en el Trabajo |
| Maestría en Mejoramiento de Procesos                    |

### Facultad de Ingeniería Marítima y Ciencias del Mar
Conocida por su acrónimo FIMCM. Esta facultad oferta 3 carreras a nivel de Ingeniería y 2 carreras a nivel de Maestría.
En total, ofrece 5 títulos académicos en carreras relacionadas al estudio de la Acuicultura y Ciencias del Mar:
| A nivel de Ingeniería                                    |
| Ingeniería en Acuicultura                                |
| Ingeniería en Oceanografía                               |
| Ingeniería Naval                                         |
| A nivel de Maestría                                      |
| Maestría en Cambio Climático                             |
| Maestría en Marketing de Destinos y Productos Turísticos |

### Facultad de Arte, Diseño y Comunicación Audiovisual
La Facultad de Arte, Diseño y Comunicación Audiovisual (FADCOM), oferta 5 carreras a nivel de Licenciatura y 2 carreras a nivel de Maestría. Próximamente se estima incrementar una nueva carrera, la Ingeniería en Diseño y Programación de Videojuegos, convirtiéndose la ESPOL en la primera Universidad del Ecuador en impulsar esta carrera, y FADCOM, la primera unidad académica donde se desarrolle.
En total, ofrece 7 títulos académicos en carreras relacionadas al estudio del Diseño Gráfico y Ciencias de la comunicación:
| A nivel de Licenciatura                                                         |
| Licenciatura en Comunicación Social (en proceso de evacuación)                  |
| Licenciatura en Diseño Gráfico                                                  |
| Licenciatura en Diseño de Productos                                             |
| Licenciatura en Diseño Web y Aplicaciones Multimedia (en proceso de evacuación) |
| Licenciatura en Producción para Medios de Comunicación                          |
| A nivel de Maestría                                                             |
| Maestría en Diseño y Gestión de Marca                                           |
| Maestría en Postproducción Digital Audiovisual                                  |

### Escuela de Postgrado en Administración de Empresas
La ESPAE Graduate School of Management de la ESPOL (ESPAE), creada en 1983, oferta educación en Postgrados en las modalidades: Ejecutiva (a tiempo parcial) y Regular (a tiempo completo).
ESPAE se encuentra acreditada por la AACSB International desde agosto del 2014, siendo la primera escuela de negocios en el Ecuador que ha alcanzado este logro. Además, en enero del 2018 recibió de AMBA, la Asociación de MBAs, su acreditación internacional que la convierte en la primera escuela de negocios del país en recibir esta distinción y en alcanzar la doble corona de las escuelas de negocio.
En total, ofrece 6 títulos académicos de cuarto nivel en carreras relacionadas con la Administración y Dirección de Empresas:
| A nivel de Maestría                                                      |
| Maestría en Administración de Empresas                                   |
| Maestría en Administración y Dirección de Empresas Mención en Innovación |
| Maestría en Agronegocios Sostenibles                                     |
| Maestría en Gerencia Hospitalaria                                        |
| Maestría en Gestión de Proyectos                                         |
| Maestría en Agronegocios Sostenibles                                     |

### Instituto de Tecnologías
El Instituto de Tecnologías (INTEC), tiene dos Programas de Especialización Tecnológica, creados sobre la base de las competencias que se requieren en el medio industrial y/o comercial.

#### Programa de Tecnología en Alimentos
El Programa de Tecnología en Alimentos (PROTAL), ofrece 1 carrera a nivel de Tecnología.
| A nivel de Tecnología   |
| Tecnología en Alimentos |

#### Programa de Tecnología Pesquera
El Programa de Tecnología Pesquera (PROTEP), ofrece 3 carreras a nivel de Tecnología.
| A nivel de Tecnología                 |
| Tecnología en Pesquería               |
| Tecnología en Ciencias Pesqueras      |
| Tecnología en Administración Pesquera |

## Centros de Apoyo Académico
Los Centros de Apoyo Académico de la  ESPOL se encuentran realizando actividades conducentes a servir o capacitar aplicando conocimientos científicos y tecnologías.
Entre los Centros de Apoyo Académico más importantes, que ofrecen servicios a la sociedad, tenemos:

### Centro de Educación Continua
El Centro de Educación Continua (CEC), ofrece varios programas, seminarios y cursos en diversas áreas para profesionales que les gusta estar actualizados en la información.
En Administración y Legislación:
- Formación y Actualización de Asistentes Administrativos y Secretarias
- Formación Gerencial de Expertos Tributarios
- Gestión de Proyectos con Microsoft Project
- Gestión de Calidad
- Gestión Pública

En Finanzas, Comercio y Ventas:
- Escuela de Vendedores
- Formación de Asistentes Financieros

En Procesos Industriales:
- Gestión Ambiental
- Prevención y Control de Infecciones Intrahospitalarias

En Tecnologías de la Información y Comunicación:
- Aplicaciones con Excel
- Auditoría Informática sobre Riesgos Tecnológicos
- Competencias Básicas en Informática
- Gestión de Tecnologías de la Información

### Centro de Investigaciones y Servicios Educativos
El Centro de Investigaciones y Servicios Educativos (CISE), está comprometido en el esfuerzo institucional de estar en los próximos años, entre las mejores 25 Universidades de América Latina, por lo que seguirá contribuyendo a la construcción de la ESPOL, a través de su accionar en el mejoramiento pedagógico de la docencia politécnica y del proceso de enseñanza-aprendizaje. 
Áreas de Trabajo: 
- Formación y Capacitación Docente Continua: Programa Básico de Formación Docente, en modalidad presencial, blended-learning, e-learning.
- Innovación Educativa.
- Investigación Educativa.

Servicios:
- Programas, cursos y talleres de capacitación pedagógica para los docentes y ayudantes académicos de la ESPOL y de otras instituciones.
- Asistencia técnica-pedagógica a las unidades académicas, de investigación y de servicio, para el desarrollo de sus actividades específicas.
- Producción de materiales de apoyo técnico-pedagógico: notas técnicas conceptuales y procedimentales; cartillas pedagógicas y de corrección idiomática; guías didácticas; videos tutoriales; entre otros, son puestos a disposición de la comunidad politécnica.
- Literatura pedagógica: Programa LECTPOL (Lectura pedagógica politécnica); lista de libros para apoyo en el proceso de revisión curricular.
- Fascículos sobre prácticas exitosas en la enseñanza de las ingenierías.
- Revista virtual Redes Pedagógicas.

### Centro de Información Bibliotecario
El Centro de Información Bibliotecario (CIB), es una unidad de información, de estudios e investigaciones, responsable de administrar y coordinar los recursos bibliotecarios de la ESPOL y todos los servicios y accesos para utilizar tales recursos en función de los requerimientos institucionales, de las demandas de las unidades académicas y de la comunidad en general. Cuenta con un fondo documental que cubre todas las áreas académicas, técnicas, científicas e investigativas.
Estructura:
- Área de Recursos Bibliotecarios.
- Área de Recursos Tecnológicos - Informáticos
- Área de Servicios.

### Centro de Servicios Informáticos
El Centro de Servicios Informáticos (CSI), es una unidad que provee a la alta dirección el acceso a los principales indicadores de gestión de la Institución, a través de una infraestructura de información y comunicación corporativa, que permite mantener procesos que maximicen el ingreso.
Servicios:
- Creación de cuentas electrónicas.
- Correo electrónico.
- Asesoría en adquisición de equipos de computación y telecomunicaciones.
- Diseño de redes.
- Alojamiento de páginas web (Web hosting).
- Creación de dominios.
- Soporte técnico a usuarios.
- Soluciones informáticas para la gestión administrativa-financiera y académica de la ESPOL.

### Centro de Lenguas Extranjeras
El Centro de Lenguas Extranjeras (CELEX), es el departamento de idiomas de la ESPOL, que ofrece módulos y cursos dinámicos de Inglés y Francés, dictados por profesionales capacitados en estas lenguas.

## Centros de Investigación
Los Centros de Investigación de la ESPOL se encuentran desarrollando innovaciones y nuevas aplicaciones científicas y tecnológicas en las diferentes ciencias del conocimiento. 
Entre los Centros de Investigación más importantes, que ofrecen servicios a la sociedad, tenemos:

### Centro de Estudios del Medio Ambiente
El Centro de Estudios del Medio Ambiente (CEMA), es una unidad de investigación que está en capacidad de prestar diversos servicios para las entidades seccionales y para la empresa estatal y privada del país.
Servicios:
- Laboratorios de Geomática y GIS.
- Planes de desarrollo urbano y cantonal.
- Planificación estratégica participativa.
- Estudio de servicios básicos: botaderos, mataderos, redes de alcantarillado sanitario y pluvial.
- Diseño de sistemas de tratamiento de aguas residuales domésticas e industriales.
- Manejo de desechos sólidos.
- Elaboración de planes de manejo ambiental.
- Asistencia técnica de campo con instrumentación analítica.
- Elaboración de planes y programas de educación ambiental.
- Entrenamiento de personal en prevención y control del medio ambiente.
- Presentación de proyectos ambientales para organismos financieros nacionales y extranjeros.
- Auditorías ambientales.
- Determinación de niveles de contaminación ambiental.

### Centro de Estudios e Investigaciones Estadísticas
El Centro de Estudios e Investigaciones Estadísticas (CEIE), es una unidad de soporte e investigación anexa al Departamento de Ciencias Matemáticas (DCM), que funciona paralelo a la Ingeniería en Estadística Informática. De manera sintética, los objetivos de este centro son en primer lugar poner a la estadística al alcance de la sociedad ecuatoriana; luego enfrentar y resolver los problemas administrativos y académicos de la ESPOL que tengan relación con la estadística; y, finalmente dar entrenamiento profesional a estudiantes de estadística informática y propiciar la ejecución de  investigaciones y consultoría en estadística con fuerte soporte en informática.

### Centro de Investigación, Desarrollo e Innovación de Sistemas Computacionales
El Centro de Investigación, Desarrollo e Innovación de Sistemas Computacionales (CiDiS), ofrece transferencia de conocimientos y soluciones innovadoras para el desarrollo tecnológico del sector industrial, gobierno y la sociedad en general. El CIDIS desarrolla proyectos basados en integración de sistemas de hardware y software dentro de diversas áreas. Las líneas de proyectos de estas áreas de investigación fundamentalmente se orientan en el desarrollo e implementación de tecnologías de apoyo para la: agricultura, transporte, biotecnología, producción de software y construcciones inteligentes.
Departamentos de Investigación:
- Software
- Comunicaciones Móviles
- Sistemas Embebidos
- Robótica y Visión
- Eficiencia Energética

### Centro de Investigaciones Biotecnológicas del Ecuador
El Centro de Investigaciones Biotecnológicas del Ecuador (CIBE), realiza investigaciones que abarcan diversas áreas tales como: cultivo de tejidos vegetales, biología molecular de microorganismos, mejora genética de especies vegetales, adaptación  de variedades de banano, así como el estudio y control de enfermedades de diferentes cultivos como banano, plátano, cacao y café, con especial énfasis en la Sigatoka negra, Monilia, y Virosis en general. Asimismo, se estudian y caracterizan enmiendas orgánicas en los sistemas de producción amigables con el ambiente.
Áreas de Investigación:
- Bioestadística/Bioinformática
- Biología Molecular
- Bioproductos
- Cultivo de Tejidos
- Fitopatología/Microbiología
- Técnicas Agrícolas

Se ofrecen también Capacitación Pedagógica a profesores, ayudantes académicos y personas externas. Todos los centros pueden ofrecer cursos cortos en varias modalidades.

### Centro de Investigaciones Económicas
El trabajo de investigación del Centro de Investigaciones Económicas (CIEC), busca promover una cultura objetiva y crítica de los acontecimientos nacionales y su trascendencia a cada uno de los agentes económicos para esto, el CIEC establece destacadas líneas de investigación:  
- Análisis Sectoriales

Análisis de los componentes y características intrínsecas de una industria o sector específicos para diseñar políticas dirigidas a ellos.
- Análisis de variables Macroeconómicas

Recolección e interpretación de datos relativos a la economía del Ecuador y la región para armar proyecciones de las principales variables macroeconomías: PIB, tasa de Inflación, tasa de desempleo, etc.
- Investigación de Mercados

Investigación de las tendencias y estructuras de mercados específicos para complementar investigaciones de mayor alcance.

### Centro de Investigaciones y Proyectos Aplicados a las Ciencias de la Tierra
El Centro de Investigaciones y Proyectos Aplicados a las Ciencias de la Tierra (CIPAT), es un centro institucional de vinculación con la comunidad que tiene como ámbito la Investigación, Desarrollo e  Innovación en Ciencias e Ingenierías, sin obviar los Servicios y/o Consultorías, orientando su labor a la temática ligada a las Ciencias de la Tierra, en concordancia con la protección y preservación del ambiente, de los objetivos del milenio y en búsqueda de un desarrollo sostenible. 
Cursos y seminarios: 
- Sistemas de Información Geográfica. Nivel: básico, intermedio y avanzado
- Topografía: Marco teórico y prácticas en campo con estación total
- Prospección geoeléctrica. Conceptos, metodología, aplicaciones y manejo de equipos
- Hidrología básica.
- Hidrogeología: Marco conceptual de Estudios, prospección, gestión, modelización y vulnerabilidad de acuíferos, y manejo de equipos e  instrumentos  de medición.
- Metodología de la Investigación.

### Centro de Tecnologías de Información
El Centro de Tecnologías de Información (CTI), renace a finales del 2007 como un Centro de Investigación de la Escuela Superior Politécnica del Litoral - ESPOL. Reestructura su organización, estableciendo 4 Programas de Investigación que abarcan diversas líneas de impacto de las TIC. Estos programas desarrollan proyectos reales que combinan tecnologías emergentes, participación multidisciplinaria y las diferentes dimensiones humanas de la tecnología.

Las programas de investigación que el CTI tiene son los siguientes:
- Tecnología como Asistente Inteligente. Explota las arquitecturas cognitivas basadas en características del pensamiento humano para su uso en el desarrollo personal, económico y social.
- Tecnologías para la Enseñanza y el Aprendizaje. Se dedica a cultivar las semillas de una sociedad creativa, desarrollando tecnologías y métodos que apunten a la redefinición de la educación en el Ecuador.
- Trabajo, Colaboración y Telepresencia. Busca la creación de un ambiente de investigación único para explorar ideas. Se enfoca en innovadoras formas de interacción con la tecnología.
- Dimensiones Humanas de la Tecnología. Se enfoca en el reconocimiento de condiciones idóneas para usar la tecnología como una herramienta eficaz en el proceso de la enseñanza-aprendizaje.

Áreas de Investigación:
- Innovación en Educación (Technology Enhanced Learning)
- Metodologías de aprendizaje y entrenamiento-enseñanza.
- Creación, reutilización y adaptación de recursos educativos digitales
- Utilización de tecnologías de interacción emergentes en la educación
- Productividad y Colaboración
- Diseño de interfaces innovadoras y naturales
- Mundos virtuales,
- Visualización Científica y Aplicada
- Realidad Aumentada
- Nuevos paradigmas de colaboración remota
- Sistemas Inteligentes de Información
- Convergencia de medios para transmisión de información
- Agentes Inteligentes como Tutores o Ayudantes
- Minería de Datos

El CTI se encuentra certificado de gestión de la calidad en "Gestión de Proyectos de Investigación en Tecnología de Información" otorgado por COTECNA.

### Centro de Visión y Robótica
El Centro de Visión y Robótica (CVR), es una unidad  de investigación y desarrollo sin fines de lucro, asociada con la Facultad de Ingeniería en Electricidad y Computación. El CVR fue oficialmente fundado por el Consejo Politécnico en el 2005, pero su trabajo se ha realizado desde el 2001.
Las principales actividades del CVR están relacionadas al sector interno y externo de la ESPOL, entre ellas: investigación, difusión científica, transferencia de tecnología, consultoría tecnológica, capacitación y entrenamiento, en los diversos campos de aplicación de la robótica y la visión por computador. Varios proyectos financiados por organizaciones nacionales e internacionales han sido desarrollados en el CVR.

### Centro Nacional de Acuicultura e Investigaciones Marinas
El Centro Nacional de Acuicultura e Investigaciones Marinas (CENAIM), impulsa el desarrollo sustentable de la acuicultura y la biodiversidad marina en el Ecuador, a través de la investigación científica, el desarrollo tecnológico, la capacitación y la difusión, propiciando un estrecho vínculo entre el Estado, el Sector Productivo y la Comunidad Académica.
Programas:
- Mejoramiento Genético – Generación y Mantenimiento de familias de Camarones seleccionados para crecimiento rápido
- Cultivo Integrado de Huayaipe (Seriola rivoliana): Producción de semilla y larvicultura en laboratorio y engorde en sistemas de maricultura (jaulas flotantes)
- Caracterización de Cultivo de Tilapia sp. en ambiente salino
- Reproducción, larvicultura y engorde de Ostras (Crassostrea gigas) y Scallops (Argopecten ventricosus)
- Desarrollo Tecnológico de la producción de Spondylus sp., Mano de León (Nodipecten subnudosus), y Ostra Nativa (Crassostrea iridiscens)
- Capacitación Técnica y Transferencia Tecnológica para la producción de Ostra (Crassostrea gigas) a usuarios tradicionales del recurso en la localidad costera
- Producción Extensiva e Intensiva de Biomasa de Artemia en sistemas de cultivo con salinidad 35+ ppt

## Empresas
- CONDUESPOL
- ESPOL-TECH E.P.
- ESPOLTEL
- HIDROESPOL
- Laboratorio PROTAL
- SEBIOCA
- TRANSESPOL

## Proyectos
- Proyecto Censo Académico en línea - CENACAD
- Proyecto ¡Ajá! Parque de la Ciencia
- Proyecto de Producción de Biodiésel - ESPOL
- Proyecto de Educación sexual
- Proyecto Carro Solar - INTI INVICTUS

## Revistas
- Compendium
- E+E - ESPAE y Empresa
- FCSHopina
- FOCUS
- Investigación y Desarrollo
- Matemática
- ÑAWI
- Tecnológica

## Símbolos de la ESPOL

### Escudo
Desde su creación, la ESPOL utilizó un escudo distintivo, ideado por el primer Director de ella, el Ing. Walter Camacho Navarro, que consistía en un óvalo en cuyo interior estaba una corona de laurel que enmarca la Estrella de Octubre, la más alta insignia académica desde la antigüedad hasta ahora, y en su exterior, el nombre "Escuela Superior Politécnica del Litoral" y debajo del óvalo el año de su creación; esto es 1958. Este fue el sello que usó la ESPOL, en sus primeros 15 años.

#### El Galápago como distintivo de la ESPOL
El entonces Rector de la ESPOL, Ing. Luis Parodi Valverde, señaló la convivencia de que la Institución adopte un símbolo propio de la Escuela que realmente represente una expresión ecuatoriana. Hasta 1974, sin que para ello hubiese habido una decisión oficial de organismo alguno, se venía usando la cabeza del asno como distintivo, lo que carecía de total originalidad ya que era el símbolo del Instituto Politécnico Nacional de la Ciudad de México.
Parodi instaba la búsqueda de un logotipo propio, original, que recoja lo vernáculo del Ecuador, en fin, que sea propio y no copiado. Ante ello el Consejo Administrativo, autorizó la convocatoria de un concurso abierto para adoptar el Símbolo de la ESPOL.
Convocado el Concurso, resultó triunfador el señor Carlos Quevedo Flores, quien presentó como símbolo el Galápago, una expresión cierta de Ecuador, conocido a nivel mundial por la promoción hecha a escala internacional de las Islas Galápagos.
El Consejo Administrativo, el 25 de noviembre de 1974, aprobó el resultado del concurso y desde entonces, el Galápago es símbolo distintivo de la ESPOL, conocido de todos dentro y fuera del país.

### Bandera
Desde 1988, con la aprobación del nuevo Estatuto, en su artículo 5 se manda que: La Escuela Superior Politécnica del Litoral usará los símbolos patrios, de Guayaquil y los propios. Su lema es "Ciencia, Tecnología y Educación al servicio del país" y su sigla, E S P O L .
Más adelante, el Consejo Politécnico, en sesión celebrada el 14 de diciembre de 1993, aprobó el Informe presentado por el Vicerrector de Asuntos Estudiantiles y Bienestar, Ing. Robert Toledo Echeverría y resolvió que la Bandera de la ESPOL sea un campo rectangular con tres franjas celestes y dos blancas. 
Las franjas celestes, superiores e inferiores, serán equivalentes al doble de ancho de la franja celeste central. Las franjas blancas serán ligeramente más anchas que la celeste que flanquean. En el centro de la bandera se incluye una alegoría dada por un círculo en cuyo interior estará un galápago, que es el distintivo institucional con la indicación de la sede; esto es, las palabras "Guayaquil-Ecuador". Sobre el círculo, en lazos académicos estará la sigla ESPOL y bajo ella "Octubre de 1958", fecha de la creación de la Institución. Bajo el círculo, así mismo, en cintas académicas, estará inscrito el nombre "Escuela Superior Politécnica del Litoral". A los lados del círculo constarán ramas de olivo, símbolo de Sabiduría, Paz y Excelencia, y bajo la cinta académica inferior una estrella blanca que simboliza la Estrella de Guayaquil. La bandera de la institución se usa en todos los actos oficiales de la ESPOL.

### Himno
El 17 de diciembre de 1996, el Consejo Politécnico aprobó el informe de una Comisión Especial, presidida por el Vicerrector de Asuntos Estudiantiles y Bienestar, Ing. Robert Toledo Echeverría, relativo al concurso convocado para la selección de la letra y música del Himno de la ESPOL. El ganador del concurso fue el Señor Rafael Cobos Espinoza, de Quito, y más adelante se convocó otro concurso para la música del himno, del que resultó triunfador el Señor David Medrano Soto, de nacionalidad chilena.
Himno de la Escuela Superior Politécnica del Litoral

CORO
Templo egregio de Luz y Cultura;
de la técnica y ciencia baluarte;
en la cumbre al flamear tu estandarte,
voz pindárica eleva el clarín.
I
Libertad con destreza y sapiencia,
se genera en tus aulas docentes;
abundante prolíficas fuentes
de civismo, eminencia y virtud.
II
Tu misión ya no tiene fronteras:
en el Norte, en el Sur y el Poniente,
en el Centro, en la Costa y Oriente,
vas sembrando retazos de Sol.
III
Los valores que das a la Patria,
garantizan el vuelo seguro,
a la cima inmortal del futuro
de un libérimo, altivo Ecuador.